# Maeda Yoshiki
Yoshiki Maeda (sinh ngày 29 tháng 8 năm 1975) là một cầu thủ bóng đá người Nhật Bản.

## Sự nghiệp câu lạc bộ
Yoshiki Maeda đã từng chơi cho Sagan Tosu và Alouette Kumamoto.